# مارفلز غارديانز أوف ذا غالاكسي
مارفلز غارديانز أوف ذا غالاكسي (بالإنجليزية: Marvel's Guardians of the Galaxy)‏ هي لعبة أكشن-مغامرات طورتها إيدوس مونتريال ونشرتها سكوير إنكس. صدرت اللعبة في 26 أكتوبر 2021 على منصات مايكروسوفت ويندوز، بلاي ستيشن 4، بلاي ستيشن 5، نينتندو سويتش، إكس بوكس ون وإكس بوكس سيريس إكس وسيريس أس.

## الاستقبال
| استقبال |                                        |
| --- | -------------------------------------- |
| مجموع النقاط المجموع نقاط ميتاكريتيك (PC) 77/100 [ 4 ] (PS5) 81/100 [ 5 ] (XSXS) 83/100 [ 6 ] نتائج المراجعة نشرة نقاط غيم إنفورمر 8.5/10 [ 7 ] غيم سبوت 7/10 [ 8 ] غيمز رادار [ 9 ] آي جي إن 8/10 [ 10 ] بي سي غيمر (الولايات المتحدة) 70/100 [ 11 ] بي سي غيمز إن 7/10 [ 12 ] شاك نيوز 8/10 [ 13 ] |                                        |
| مجموع النقاط |                                        |
| المجموع | نقاط                                   |
| ميتاكريتيك | (PC) 77/100 (PS5) 81/100 (XSXS) 83/100 |
| نتائج المراجعة |                                        |
| نشرة | نقاط                                   |
| غيم إنفورمر | 8.5/10                                 |
| غيم سبوت | 7/10                                   |
| غيمز رادار | [ 9 ]                                  |
| آي جي إن | 8/10                                   |
| بي سي غيمر (الولايات المتحدة) | 70/100                                 |
| بي سي غيمز إن | 7/10                                   |
| شاك نيوز | 8/10                                   |

## روابط خارجية
مارفلز غارديانز أوف ذا غالاكسي على موقع IMDb (الإنجليزية)